# Ustawa o ochronie informacji niejawnych
Ustawa z dnia 5 sierpnia 2010 r. o ochronie informacji niejawnych – polska ustawa, uchwalona przez Sejm RP, regulująca kwestie prawne związane z ochroną informacji niejawnych.
Ustawa określa:
- zasady ochrony informacji niejawnych
- klasyfikację informacji niejawnych
- zasady przetwarzania informacji niejawnych
- tryb postępowania sprawdzającego
- zasady przeprowadzania szkolenia w zakresie ochrony informacji niejawnych
- zasady bezpieczeństwa osobowego
- zasady działania kancelarii tajnych
- zasady bezpieczeństwa teleinformatycznego i przemysłowego.

## Nowelizacje
Ustawę znowelizowano wielokrotnie. Ostatnia zmiana weszła w życie w 2024 roku.